# Бородинка (Омский район)
Бороди́нка — деревня в Омском районе Омской области России. Входит в состав Петровского сельского поселения.
Основана в 1891 году.
Население — 385 чел. (2010)

## География
Деревня расположена в лесостепи, в пределах Омского увала, западной слегка возвышенной части Барабинской низменности, относящейся к Западно-Сибирской равнине. Реки и озёра отсутствуют. Лугово-чернозёмные солонцеватые и солончаковые почвы.
Географическое положение
По автомобильным дорогам расстояние до областного центра города Омск составляет 46 км, до районного центра посёлка Ростовка 59 км, до административного центра сельского поселения деревни Петровка — 13 км.

## История
Основана в 1891 году переселенцами из Причерноморья. Братско-меннонитская деревня. До 1917 года в составе Бородинской/Кулачинской волости Тюкалинского уезда Тобольской губернии. Земельный фонд в 1918 году — 1576 десятин.

## Население
| 1920 | 1926 | 2006 | 2010 |
| ---- | ---- | ---- | ---- |
| 200  | ↘171 | ↗413 | ↘385 |

Гендерный состав
По данным Всероссийской переписи населения 2010 года в гендерной структуре населения из 385 человек мужчин — 197, женщин — 188	(51,2 и 48,8 % соответственно)
Национальный состав
Согласно результатам переписи 2002 года, в национальной структуре населения русские составляли 85 % от общей численности населения в 416 чел..

## Инфраструктура
В советский период организовано семеноводческое и племенное товарищество. Впоследствии совхоз № 156.

## Транспорт
Близ деревни проходит автодорога Омск — Муромцево — Седельниково.